# Gemeinde (Schweiz)
In der Schweiz gibt es verschiedene Arten von Gemeinden des öffentlichen Rechts.

## Politische Gemeinde
Die politischen Gemeinden verfügen über die sogenannte allgemeine Kompetenz in kommunalen Angelegenheiten. Dies bedeutet, dass alle nicht ausdrücklich durch Verfassung und Gesetz dem Kanton, dem Bund oder einer Spezialgemeinde vorbehaltenen Geschäfte in die Kompetenz der politischen Gemeinde fallen. In manchen Kantonen werden die politischen Gemeinden u. a. als Einwohner-, Orts- oder Munizipalgemeinden bezeichnet.
Per 1. Mai 2013 existierten 2'396 politische Gemeinden (zum Vergleich: 2'551 Gemeinden per 1. Januar 2011). Diese Zahl nimmt aufgrund von Gemeindefusionen laufend ab. Per 1. Januar 2017 gab es in der Schweiz noch 2'255 Gemeinden.
«Die Gemeinde (franz. commune, ital. comune) ist eine öffentlich-rechtliche Körperschaft, die über [ihr] Gebiet mit hoheitlicher Gewalt ausgestattet ist. Die politische Gemeinde ist im […] Staatsaufbau […] die bürgernächste Einheit und die unterste Stufe der öffentlichen Verwaltungsgemeinde. Der Begriff Gemeinde kann sich auch auf eine Versammlung ihrer Angehörigen (gmeinden oder gmein halten) beziehen (Gemeindeversammlungen, Landsgemeinde).
Um die menschlichen Grundbedürfnisse nach Schutz und gegenseitiger Hilfe zu befriedigen, bildeten sich ab dem ausgehenden Frühmittelalter über Familie und Sippe hinausgreifende Personenverbände, die Vorformen der späteren Gemeinden. Von solchen Nachbarschaften und Genossenschaften hob sich die Gemeinde in einem langen, durch Zuwachs an Selbstregelungs- und Sanktionskompetenz geprägten Prozess ab, bis sie politisch und rechtlich selbstverantwortlich wurde.
[…] Die Gemeinden geniessen nach wie vor grosse politische Beachtung und werden von ihren Einwohnern als sozialer Bezugsrahmen und Ort erfahren, an dem eine unmittelbare Mitgestaltung der Lebenswelt […] möglich ist.» (Andreas Ladner: Historisches Lexikon der Schweiz)

## Andere Gemeindeformen
Daneben kann es auf gleichem oder davon abweichendem Territorium verschiedene andere Gemeinden mit unterschiedlichen Kompetenzen geben, nämlich
personenbezogene Gemeindetypen:
- Burgergemeinde
- Bürger- bzw. Ortsbürgergemeinde
- Korporationsgemeinde

ortsteilbezogene Gemeindetypen:
- Bäuert
- Fraktionsgemeinde
- Viertelsgemeinde
- Zivilgemeinde

funktionsbezogene Gemeindetypen:
- Feuerschaugemeinde
- Kirchgemeinde
- Pfarrgemeinde
- Schulgemeinde

## Listen der Schweizer Gemeinden
Alle Gemeinden der SchweizListe Schweizer Gemeinden
Nach Kantonen
- Zürich
- Bern
- Luzern
- Uri
- Schwyz
- Obwalden
- Nidwalden
- Glarus
- Zug
- Freiburg
- Solothurn
- Basel-Stadt
- Basel-Landschaft
- Schaffhausen
- Appenzell Ausserrhoden
- Appenzell Innerrhoden
- St. Gallen
- Graubünden
- Aargau
- Thurgau
- Tessin
- Waadt
- Wallis
- Neuenburg
- Genf
- Jura